# Gymnocalycium hossei
Gymnocalycium hossei là một loài thực vật có hoa trong họ Cactaceae. Loài này được (F.Haage) A.Berger mô tả khoa học đầu tiên năm 1929.